# Columbia City (Oregon)
Columbia City è una città degli Stati Uniti d'America situata nell'Oregon, nella Contea di Columbia.